# Cecil Peak
Der Cecil Peak ist ein 1978 m hoher Berg im Queenstown-Lakes District der Region Otago auf der Südinsel von Neuseeland.

## Namensherkunft
Seinen Namen erhielt der Gipfel von dem Landvermesser James McKerrow, der in den 1860er Jahren die Gegend erforschte und Höhenbestimmungen des gesamten Bergmassives vornahm. Die Māori hingegen hatten nicht einen Namen für nur den einen Gipfel, sondern nannten das gesamte Bergmassiv Kā Kamu-a-Hakitekura.

## Geographie
Der Berg befindet sich rund 8 km südlich von Queenstown. Das Bergmassiv, zu dem zahlreiche über 1600 m hohe Gipfel zählen, von denen der Cecil Peak den höchsten darstellt, ist Teil des Gebirgszugs der Eyre Mountains und wird von Nordwesten im Uhrzeigersinn bis nach Osten vom Lake Wakatipu umschlossen. Es erstreckt sich in einer leicht geschwungenen Form über eine Länge von 19 km in südwestliche Richtung.
Das Bergmassiv ist nur über den Lake Wakatipu aus erreichbar. Eine Straßenverbindung dorthin existiert nicht. Die Mount Nicholas Road führt jedoch von Süden kommend an das Ufer des Sees westlich des Cecil Peak.